# 3535 Дітте
3535 Дітте (3535 Ditte) — астероїд головного поясу, відкритий 24 вересня 1979 року.
Тіссеранів параметр щодо Юпітера — 3,569.